# Station Kappel Gutachbrücke
Station Kappel Gutachbrücke is een spoorwegstation in de Duitse plaats Kappel (Lenzkirch) in de gemeente Lenzkirch (Baden-Württemberg). Het station werd in 1901 geopend. 